# Заморська експансія США
Заморська експансія США — процес територіально-політичного розширення Сполучених Штатів Америки після здобуття ними території Континентальних штатів і покупки Аляски, тобто встановлення своїх сучасних кордонів на північноамериканському континенті.
З кінця XIX століття експансія США охоплювала Карибський басейн Атлантики, а також острови та архіпелаги Тихого океану.

## Гуанові острови
Передумови до придбання США заморських земель були закладені в 1856 році з прийняттям Закону про гуанові острови (англ. Guano Islands Act). Він дозволяв громадянам США заволодівати островами з покладами гуано, розташованими де завгодно поза юрисдикцією інших держав і не мають законних власників, причому США наділили себе правом захищати інтереси цих громадян, у тому числі військовою силою.
Як наслідок, США стали претендувати на понад 50 розрізнених островів. Велика їх частина в наступні десятиліття була відступлена за різними обставинами, або претензії були зняті. Решта володінь вважаються неінкорпорованими неорганізованими територіями (крім атола Пальміра) і на початок XXI сторіччя об'єднані під назвою Зовнішні малі острови США:

### На Тихому океані
- острів Бейкер — з 1856;
- острів Джарвіс — з 1856;
- острів Гауленд — з 1858;
- атол Джонстон — з 1859;
- риф Кінгмен — з 1860;
- атол Мідвей — з 1867;
- атол Пальміра — з 1898, інкорпорована неорганізована територія;
- атол Вейк — з 1899 — контролюється США, не визнається Республікою Маршаллові Острови.

### У Карибському морі
- острів Навасса — з 1858 — контролюється США, не визнається Гаїті;
- риф Бахо-Нуево[en] — з 1869 — контролюється Колумбією, не визнається США, Нікарагуа і Ямайкою;
- риф Серранілла[en] — з 1879 — контролюється Колумбією, не визнається США, Нікарагуа і Гондурасом.

## Гавайські острови
До кінця XVIII століття від трьохсоттисячного полінезійського населення Гавайських островів через занесених з континенту хвороб залишалося лише близько 30 тис. осіб. Це призвело до масового завезення робітників-іммігрантів з країн Південно-Східної Азії та Європи. У 1893 році група уродженців американського походження за підтримки флоту США здійснила державний переворот і повалила королеву Ліліуокалані.
Через рік була проголошена маріонеткова Республіка Гаваї. У 1898 р. США анексували Гаваї та в 1900 році надали їм статус самокерованої території. У 1959 Гавайські острови отримали статус штату США, 50-го за рахунком.

## Іспанські колонії
За підсумками іспансько-американської війни, спровокованої вибухом на рейді столиці Куби Гавани американського броненосного крейсера «Мен», згідно з Паризьким миром Іспанія в 1898 р. відмовилася на користь США від прав на свої колонії в Карибському морі, а також на стратегічно важливий о. Гуам і Філіппіни. Решту тихоокеанських островів Іспанія через півроку продала Німецькій імперії (США заволоділи ними пізніше). Куба і Філіппіни пізніше отримали незалежність, Пуерто-Рико і Гуам як і раніше належать США.

### Куба
До моменту захоплення Куби Сполученими Штатами вона перебувала в затяжній, третій за рахунком (див. Десятирічна війна, Мала війна) війні за незалежність від Іспанії. Після відмови Іспанії від прав на Кубу за Паризьким договором (1898) це володіння стало протекторатом США під окупацією, а в подальшому — їх маріонетковою державою.
У 1902 р. острів отримав формальну незалежність, але у своїй конституції закріпив право Сполучених Штатів на введення військ на територію країни в разі нестабільності (чим США користувалися в 1906-1909 і 1917-1922 роках). Цей пункт був скасований в 1934р. — хоча не вберіг від агресії США в 1961 р. з метою повалення уряду Фіделя Кастро.

### Пуерто-Рико
Іспанія поступилася США островом Пуерто-Рико та навколишніми островами Іспанської Вест-Індії в 1898 році, з того ж року ці території знаходяться під американською окупацією. У 1917 році жителям Пуерто-Рико було надано самоврядування і громадянство США з обмеженими виборчими правами, а з 1948 р. — право обирати губернатора острова.
Згідно з конституцією 1952 р. Пуерто-Рико — вільно асоційована з США держава, що знаходиться під управлінням США, але не є їх невіддільною частиною. На референдумі 2012 р.  про майбутній статус острова майже 2/3 що взяли участь у голосуванні при явці близько 80% підтримали ідею входження до складу США як повноправного штату.

### Гуам
Гуам що знаходиться в південній частині тихоокеанських Маріанських островів служив перевальною базою на шляху з/на Філіппіни. Острів був захоплений США влітку 1898 р. і Іспанія відмовилась від нього в кінці того ж року Є неінкорпорованою організованою територією США. З 1950 наділений правом на обмежене місцеве самоврядування, а його жителі стали громадянами США з усіченими виборчими правами. Третину острова займають військово-морська база Апра та авіабаза Андерсен.

### Філіппіни
Іспанія поступилася Сполученим Штатам Філіппінами в 1898 році за $ 20 млн. До моменту зміни власника архіпелагу там йшла Філіппінська революція, в ході якої місцеві повстанські угруповання (зокрема, Катіпунан) боролися з іспанським колоніальним урядом за незалежність країни та захопили більшу частину її території. Спочатку американські війська що допомагали повсталим де-факто контролювали тільки Манілу та околиці.
Філіппінська республіка що проголосила незалежність не була визнана США, Штати продовжили війну зі своїми недавніми союзниками аж до 1901 р., коли повстанці були змушені визнати американську владу — що, втім, лише перевело конфлікт у стадію партизанської війни до 1913 р.. З 1916 р. Філіппінам було надано виборне самоврядування, а з 1935 р. ця колонія була перетворена на асоційовану з США державу — Співдружність Філіппін. У 1946 р. Сполучені Штати визнали незалежність держави.

## Американське Самоа
За підсумками Другої громадянської війни в Самоа — Тристоронньої угоди між Німеччиною, США та Великою Британією від 1899 р. цей архіпелаг був розділено по 171 ° з. д. надвоє. Західна частина самоанського архіпелагу була передана Німеччині, під контролем США виявилися його східні острови (Американське Самоа), а британські війська були виведені в обмін на визнання інтересів Великої Британії на Тонга і Британських Соломонових островах.
У 1900 р. США окупували острови Тутуїла та Аунуу, в 1904 р. — групу островів Мануа, в 1925 р. був анексований острів Суейнс. У 1948 році на Східному Самоа були введені елементи самоврядування. До 1951 р. воно управлялося ВМС США, але із закриттям військово-морської бази в Паго-Паго ця територія була передана під управління Департаменту внутрішніх справ США. У 1960 р. була прийнята перша конституція колонії, в 1977 р. пройшли перші вибори її губернатора. Проте формально це все ще неінкорпорована неорганізована територія США.
У 1980 році США уклали угоди з островами Кука і Токелау (частини Королівства Нової Зеландії) про делімітацію водного кордону, віддавши ряд менш значущих островів Американського Самоа в обмін на визнання своїх прав на острів Суейнс (див. Договір про морський кордон між Островами Кука та Токехега). Втім, оскільки Суейнс культурно та історично є частиною Токелау, жителі цього архіпелагу не втрачають надії повернути острів
.

## Гуантанамо
Після прийняття в 1901 р. так званої «поправки Платта» Куба що перебувала під окупацією і протекторатом США в 1903 році погодилася здати їм в безстрокову оренду землю під побудовану в 1898 році військово-морську базу в затоці Гуантанамо. У 1934 році обидва уряди погодилися, що «до тих пір, поки Сполучені Штати Америки не відмовляться від зазначеної військово-морської бази Гуантанамо або обидва уряди не дійдуть згоди по зміні її кордонів, база буде займати ту територію, яку вона має за станом на дату підписання договору». Цією ж угодою була встановлена щорічна плата за використання бази — $ 3400.
З 1959 р. Куба відмовляється приймати орендні платежі та заявляє про незаконність розміщення американської бази, посилаючись на статтю 52 Віденської конвенції про право міжнародних договорів 1969 р., по якій нерівноправні міжнародні договори, укладені під загрозою застосування військової сили, вважаються недійсними. Проте влада США посилаються на статтю 4 тієї ж конвенції, згідно з якою дія конвенції не поширюється на раніше укладені угоди.

## Зона Панамського каналу
Оскільки уряд Колумбії в 1903 році відмовився надати США землю під будівництво на території свого департаменту Панама трансокеанського каналу, Сполучені Штати у відповідь інспірували в цьому департаменті сепаратистський переворот. На бік повсталих перейшли Панамські підрозділи колумбійської армії, США направили до берегів Панами військово-морський флот «для захисту інтересів і власності США в зоні Панамського каналу».
3 листопада 1903 р. було проголошено створення незалежної держави Панама. Незалежність визнано США через три доби, і в тому ж місяці Панама і США підписали договір Хея — Бюно-Варильї, за яким США отримали право «на вічні часи» розміщувати збройні сили на території Панами для «забезпечення контролю» над Панамським каналом, всі права на будівництво та експлуатацію каналу і право втручання у внутрішні справи Панами при загрозі каналу. У 1904 р. ці положення були закріплені в конституції молодої держави.
Договором передбачалося створення особливої Зони Панамського каналу завширшки 8,1 км по кожну сторону від його середньої лінії. За неї США зобов'язалися заплатити Панамі $ 10 млн одноразово і по $ 250 тис. щорічно. Канал був побудований в 1904—1914 роках. Статус Зони, втім, виявився прописаний нечітко: Сполучені Штати розглядали її як свою неінкорпоровану неорганізовану територію, проте Панама вважала цю Зону що знаходиться під власним суверенітетом. Це пізніше неодноразово призводило до конфліктів, у тому числі з людськими жертвами (див. День мучеників (Панама)).
Зона Панамського каналу була ліквідована угодою Торрихоса — Картера (1977 р.) в 1979 році, юрисдикція Панами над Панамським каналом відновлена в повному обсязі з 1999 року.

## Біг-Корн-Айленд
На додаток до придбання Зони Панамського каналу США за $ 3 млн уклали в серпні 1914 договір Браяна — Чаморро з Нікарагуа про 99-річну оренду Біг-Корн-Айленд у Карибському морі та право на будівництво в затоці Фонсека військової бази. Першою статтею договору Нікарагуа надала Сполученим Штатам «на вічні часи» права на будівництво та експлуатацію будь-яких міжокеанських каналів на території країни. Договір давав право США на військове вторгнення на територію Нікарагуа для забезпечення його умов.
Проєкт Нікарагуанського каналу спочатку був конкурентним до Панамського. У разі вибору цього маршруту морська відстань між Нью-Йорком і Сан-Франциско скоротилося б майже на 800 км. Це могло створити спокусу для третьої сторони побудувати такий канал і тим самим знекровити панамський проєкт. Договір Браяна — Чаморро розв'язував проблему.
Всі умови договору були офіційно анульовані угодою Нікарагуа і США в липні 1970. Нікарагуанський канал не був побудований.

## Віргінські острови
Це колишнє колоніальне володіння Данської Вест-Індії є три острови (Сент-Томас, Сент-Джон і Санта-Крус) з навколишніми острівцями, що знаходиться за 60 км на схід Пуерто-Рико та межує з Британськими Віргінськими островами. Після скасування в 1848 рабства розвиток тутешніх плантацій цукрової тростини втратило для метрополії економічний сенс. Водночас США потрібні були форпости в Карибському басейні. Переговори про продаж колонії велися Данією з 1865 р., проте довго не вдавалося домовитися про ціну (США пропонували $ 5 млн).
Положення змінила Перша світова війна і ймовірність німецької окупації колонії, що створювало загрозу блокування Панамського каналу. Згідно з попереднім договором 1916, США купували данську колонію за $ 25 млн золотом (піврічний бюджет Данії) і визнання прав останньої на володіння Гренландією. Заради проведення угоди король Кристіан X змінив конституцію країни, був проведений національний референдум, схваливши продаж Данської Вест-Індії 64,2% голосів.
У березні 1917 р. (за кілька днів до оголошення США війни Німеччині) колонія стала Американськими Віргінськими островами. У 1927 р. віргінці отримали громадянство США з обмеженими виборчими правами. На початок XXI сторіччя це неінкорпорована організована територія США з виборним губернатором і сенатом.

## Японські володіння

### Острови Рюкю
Цей архіпелаг з 98 островів, що простягнувся на 1200 км на південний захід від Японії до Тайваню, з XIV століття мав свою державність і до 1609 р. тяжів до Китаю. Японське завоювання призвело до втрати формальної незалежності та анексії Рюкю лише в 1879 році. Через історичні особливості «перехрестя культур» місцеве населення має власну самобутню культуру, мову і виражену самосвідомість, відмінну від загальнояпонської.
Каїрська декларація 1943 наголошувала, що на Далекому Сході та в Південно-Східній Азії США «не прагнуть ні до яких завоювань для самих себе і не мають ніяких помислів про територіальну експансію». Після закінчення Другої світової війни, як і в Європі, в Азії та на Тихому океані були визначені союзницькі окупаційні зони, проте, на відміну від Московської декларації 1943 р. (і наступних ялтинських і потсдамських угод), по Сан-Франциському мирному договору не були закріплені ні мета, ні строки, ні точні межі повоєнної окупації території переможеної сторони. Навпаки, статті 3 та 4b цього договору обмовляли згоду Японії на будь-які умови, які США вважають необхідними.
Як наслідок, попри відновлення незалежності Японії у квітні 1952 року, острови Рюкю залишилися під окупаційним контролем США. Енциклопедія Ніппоніка констатує: американці виношували плани відновлення на них окремої держави. До 1950 р. Рюкю адміністрували призначеним із США військовим урядом. З 1952 р. його змінила американська цивільна адміністрація та обмежене місцеве виборне самоврядування з дорадчими функціями.
У 1960-ті роки сухопутні війська США проводили на території Рюкю польові випробування біологічної зброї. Стратегічне положення архіпелагу привело до розгортання там значущого військового контингенту і військових баз ЗС США. Тиск громадської думки та політична доцільність привели до того, що в травні 1972 США повернули архіпелаг Рюкю (префектуру Окінава) японській стороні. Але на початок XXI сторіччя в цій префектурі дислокуються 14 американських військових баз, площа яких становить близько 18% території острова Окінава. Найбільшими вважаються база ВМС США Футемма і база ВПС США Кадена.

### Тихоокеанський мандат
Каролінські, Маріанські та Маршаллові острови — сукупність колишніх іспанських острівних володінь в Мікронезії в Тихому океані, які Іспанія (за винятком Гуаму) продала Німецькій імперії, а та втратила в ході Першої світової війни на користь Японської імперії. За Версальським договором (1919) Японія отримала на ці острови від Ліги Націй мандат категорії С, що дозволяло їй інкорпорувати їх до складу своєї імперії. Японія активно використовувала острова як плацдарм для подальшої експансії.
У ході Другої світової війни в результаті Гілберто-маршалловської та Маріанської військових операцій США до кінця 1944 р. захопили ці володіння. У 1947 р. ООН була утворена Підопічна територія Тихоокеанські острови під управлінням США. До 1951 р. вона адмініструвалася ВМС США, після чого була передана у відання Департаменту внутрішніх справ. Острови активно використовувалися для проведення випробувань ядерної зброї.
У 1986 США повідомили ООН про завершення опіки над тихоокеанськими острівними володіннями: вони були розділені між чотирма новоутвореними державами:
- Північні Маріанські острови (1976);
- Мікронезія (1978);
- Палау (1981);
- Маршаллові острови (1983).

Відповідно до волевиявлення їх населення США підписали Договір про вільну асоціацію з останніми трьома суб'єктами міжнародного права, залишивши за собою лише питання їх оборони та фінансових дотацій. Північні Маріанські острови вирішили залишитися володінням США як неінкорпорована організована територія, їх жителі є громадянами США з обмеженими правами. Підопічна територія Тихоокеанські острови була офіційно розпущена ООН в 1990 році.